# Okręg Haguenau-Wissembourg
Okręg Haguenau-Wissembourg (fr. Arrondissement de Haguenau-Wissembourg) – okręg w północno-wschodniej Francji. Populacja wynosi 242 tysiące. Okręg został utworzony 1 stycznia 2015 roku w drodze połączenia dwóch mniejszych okręgów: Haguenau oraz Wissembourg. W skład nowo utworzonego okręgu Haguenau-Wissembourg weszły także niektóre gminy okręgów Strasbourg-Campagne oraz Saverne.

## Podział administracyjny
W skład okręgu wchodzą następujące kantony:
- Brumath,
- Bischwiller,
- Haguenau,
- Reichshoffen,
- Wissembourg.